# Mariagrüner Kirche

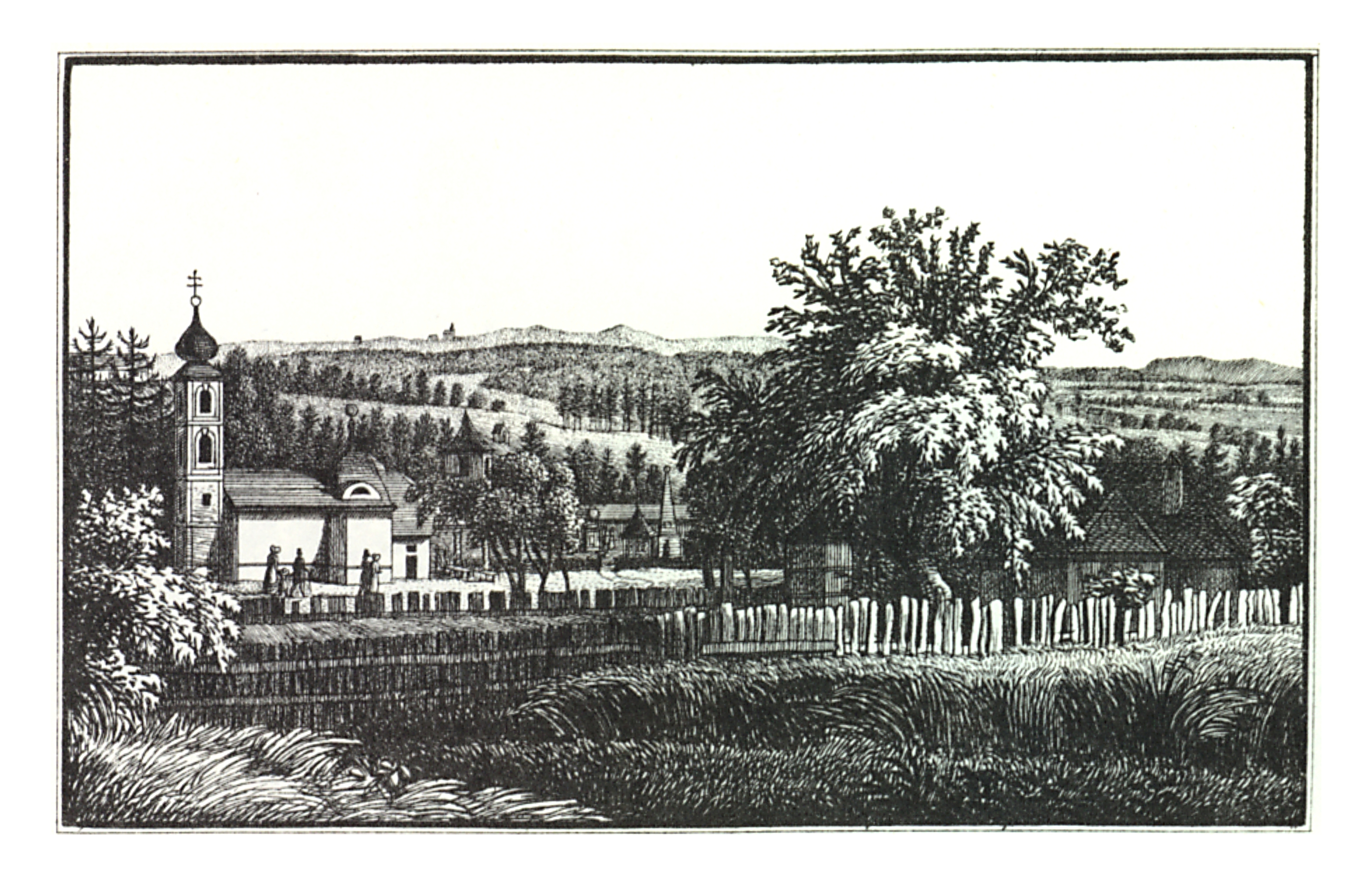
Maria Grün mit Kirche um 1830, Lith. Anstalt J.F. Kaiser, Graz

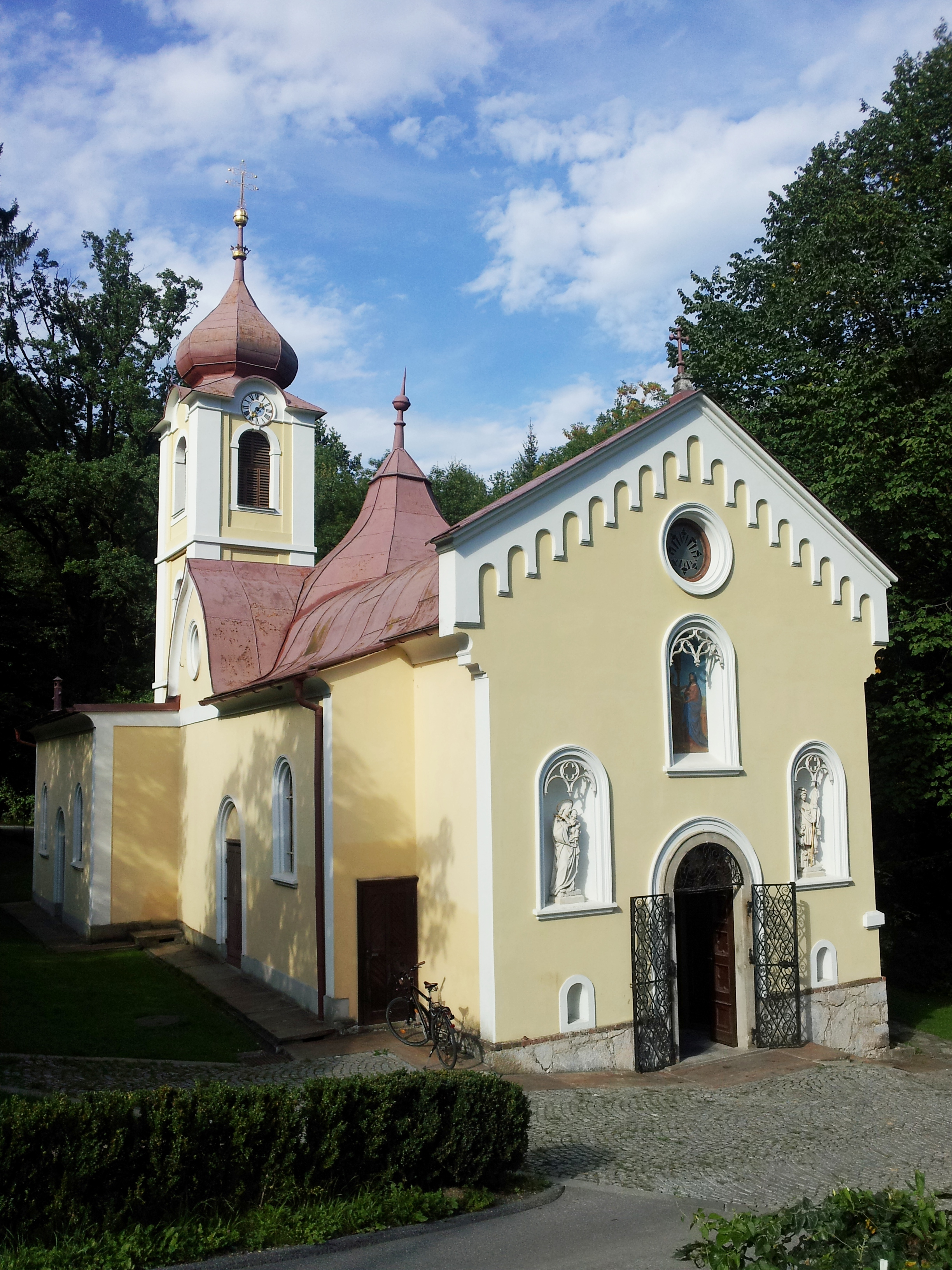
Mariagrüner Kirche

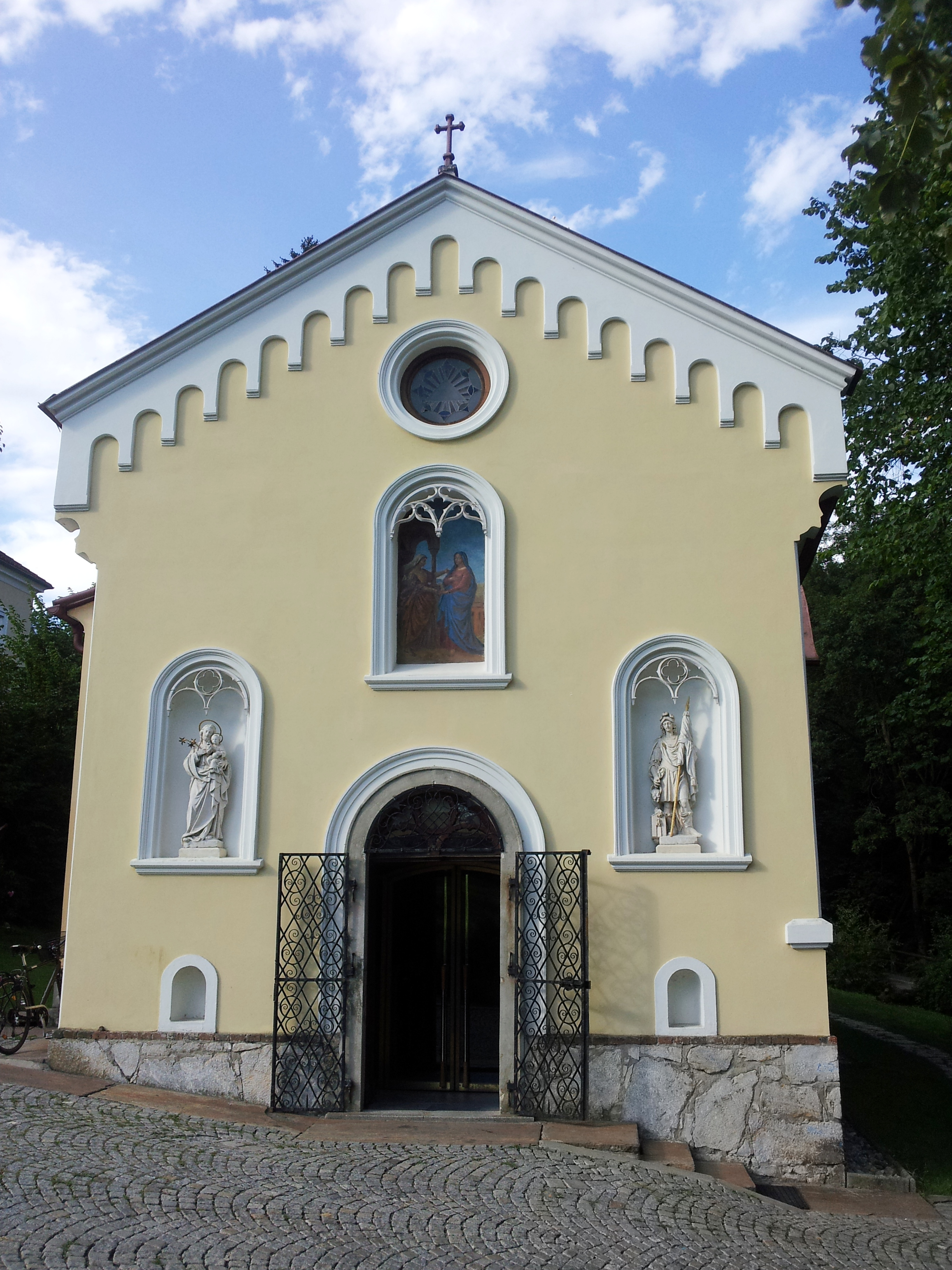
Portal der Kirche

Die römisch-katholische Mariagrüner Kirche, auch Wallfahrtskirche Mariä Heimsuchung bzw. Stationskaplanei Graz-Mariagrün ist der Mittelpunkt von Mariagrün, einem kleinen Stadtteil von Graz, im Bezirk Mariatrost. Sie gilt als bedeutendste kirchliche Stiftung eines Bürgers der Stadt Graz.
Die Kirche ist in ca. fünf Minuten von der Mariatroster Straße über die Mariagrüner Straße zu erreichen. Neben der Volksschule Mariagrün gelegen, ist diese ein beliebtes Ausflugsziel am Rand des Grazer Naherholungszentrums Mariagrüner Wald.
Diese Kirche ist keine eigene Pfarre, sondern nur eine Stationskaplanei und gehört zur Pfarre Graz St. Leonhard im Dekanat Graz-Ost der Stadtkirche Graz. Der hier ansässige Diakon Rudolf Prattes leitet auch Gottesdienste in der Wallfahrtskirche Mariatrost.

## Geschichte
Das Kirchgelände wurde um 1650 von dem Ratsbürger Hanns Friz erworben, der diese Gegend als Weingarten nutzte. Die Gegend war schon damals als Ausflugsziel beliebt, darum überließ Hanns Friz ein Plätzchen den Kapuzinerpatres Deodat und Irenäus, die dort 1663 eine kleine Kapelle errichten.
1667 wurde von Bischof Max Gandolf von Kuenburg eine Lizenz zum Lesen der Messe erteilt, die jedoch ausschließlich die Kapuziner in der äußerst schlichten Kapelle halten durften.
Der Überlieferung zufolge wurde der Standort von dem ersten gesundgeborenen Sohn von Hanns Friz durch Werfen eines kleinen Steines bestimmt. Er ließ dort anlässlich der schweren Geburt dieses Sohnes 1668 eine Kirche mit dem Namen St. Maria in der Grien (heute: Mariagrün) errichten.
Noch im gleichen Jahr soll Bischof Johann IV. Markus von Aldringen eine mündliche Zelebrationserlaubnis gegeben haben, der Kapuzinerguardian Pater Angelus las am 2. Juli 1669 die erste Messe und taufte die Stätte „Unsere liebe Frau in der Grien“. Seitdem wird das Kirchweihfest jährlich am 1. Julisonntag gefeiert.
1700 wurde das bestehende Gebäude mit einem viergeschoßigen Nordturm samt Zwiebelhaube und durch Adaptierung der Sakristei zum Chorraum erweitert. 1852 folgte sodann eine neoromanische Fassadierung mit Dreiecksgiebel und der Westanbau. Das Gotteshaus besitzt seit 1808 den Rang einer Stationskaplanei und ist ein beliebter, idyllisch gelegener Wallfahrtsort; besonders die Verschonung von Mariagrün im Pestjahr 1680 steigerte die Verehrung.

## Beschreibung
Trotz der Veränderungen lässt der Bau die ursprüngliche Anlage – ein Zentralraum in der Form eines griechischen Kreuzes mit laternenbekrönter Kuppel – in den in der Mittelachse korrespondierenden Kapellen (mit geschweiften Giebeln) und in der Vierung mit Glockendach noch deutlich erkennen. In maßwerkverzierten Rundbogennischen der neoromanischen Südfassade befinden sich die von Jakob Gschiel gefertigten Sandsteinfiguren der Heiligen Josef und Florian (entstanden 1875), in der Mittelachse ein Fresko der Begegnung Maria und Elisabeth. Das profilierte Rundbogen-Steintor zieren bemerkenswerte, um 1670 entstandene schmiedeeiserne Gitterflügel und Oberlichtgitter. Das einschiffige, zweijochige Langhaus besitzt ebenso wie der eingezogene zweijochige Chor ein Tonnengewölbe, die Vierung ein Klostergewölbe, die Kapellen sind quertonnengewölbt, die einjochige Empore weist eine Flachdecke auf. Die Glasgemälde im Chor stammen aus den Jahren 1892 und 1899.

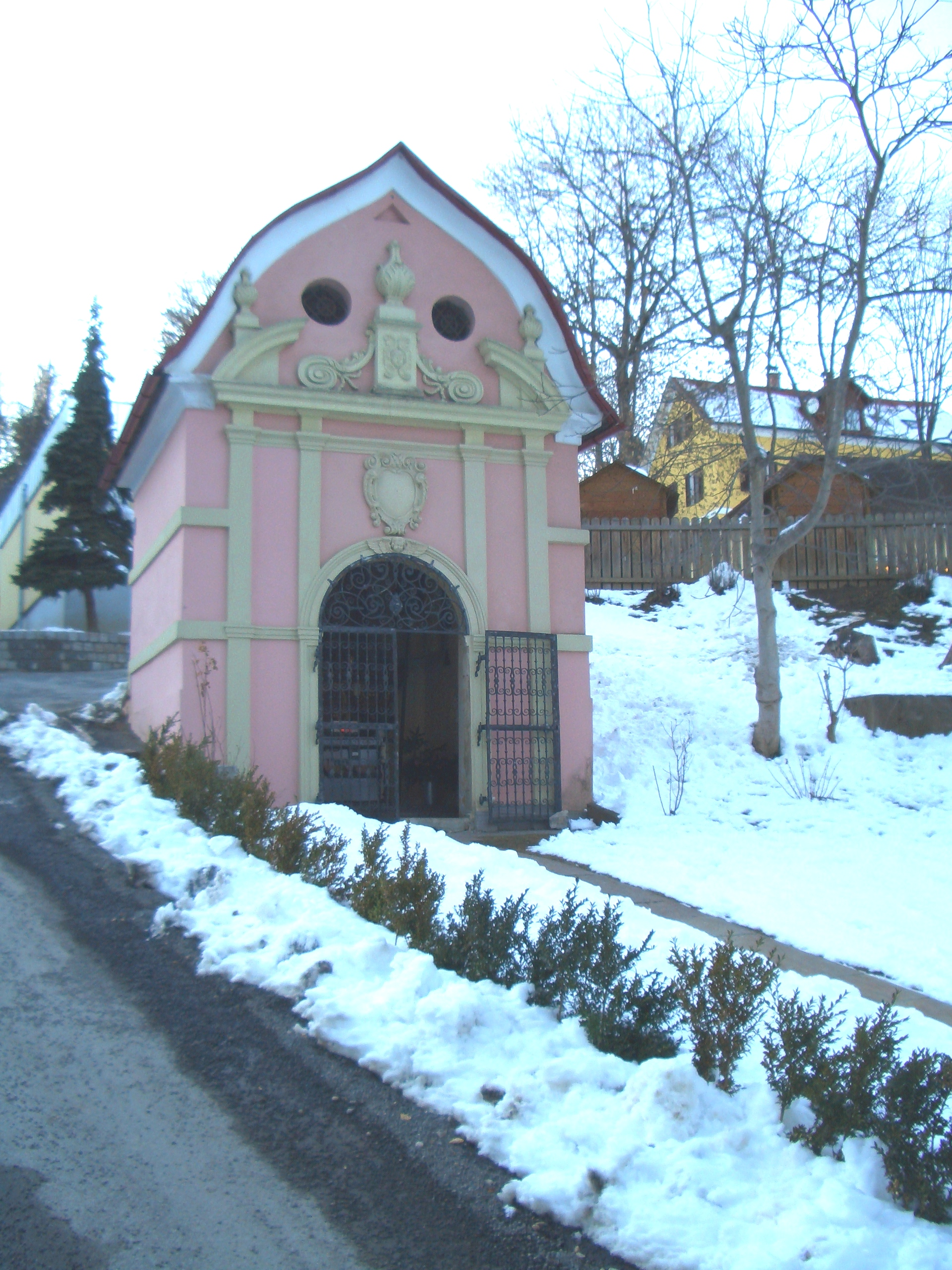
Maria-Krönung Kapelle

Der Anfang des 18. Jahrhunderts gefertigte Hochaltar mit Säulenaufbau trägt ein Altarblatt Maria mit Jesuskind und Johannesknabe (1. Hälfte 18. Jahrhundert, Original ersetzt) und ein spätbarockes Oberbild Gottvater. Die Seitenfiguren stellen die Heiligen Leopold und Sebastian dar (um 1670). Der Tabernakel in späthistoristischen altdeutschen Stilformen entstand im letzten Viertel des 19. Jahrhunderts. Der aus der 2. Hälfte des 18. Jahrhunderts stammende Seitenaltar mit Säulenaufbau besitzt das von Joseph Alexander Wonsidler 1844 gemalte Altarblatt Mutter der Barmherzigkeit, eine Stiftung des Alois Freiherrn von Königsbrunn. Der rechte Seitenaltar aus dem letzten Viertel des 18. Jahrhunderts trägt einen klassizistischen Säulenaufbau, das Altarblatt zeigt das auf den Drachen tretende Jesuskind, die Seitenfiguren die Heiligen Josef und Jakobus d. Ä. (um 1670); aus jener Zeit bzw. aus dem 1. Viertel des 18. Jahrhunderts stammen auch die sich in den stuckverzierten Nischen am rundbogigen Triumphbogen und in den Seitenkapellen befindlichen Holzfiguren der Heiligen Barbara, Katharina, Agnes und Margaretha. Das Kruzifix unter der Empore ist eine Arbeit aus dem 2. Viertel des 18. Jahrhunderts; an der Emporenbrüstung finden sich zudem die Porträtgemälde der Kirchenstifter Hans Friz und seiner Gattin Rosina (3. Viertel 18. Jahrhundert).
In der Sakristei findet sich ein bemerkenswertes Marmor-Lavabo von Carlo Gianollo (datiert 1670).
Am Westrand des Kirchplatzes steht die um 1680 errichtete Mariä-Krönung-Kapelle, ein kleiner quadratischer Barockbau mit geschweiften Giebeln. Die Schauseite zeigt Sprenggiebel und Pilaster, das profilierte Rundbogentor ist mit schmiedeeisernen Gitterflügeln gesichert. Der tonnengewölbte Innenraum beherbergt einen Säulenaltar im Knorpelwerkstil, das Altarblatt zeigt die Krönung Mariä, das Oberbild den heiligen Franziskus. Die westlich des Turmkreuzes angeordnete Sandsteinfigur der Maria Immaculata, eine Arbeit Veit Königers (1760), stand zuvor vor der Front der Münzgraben- bzw. Fatimakirche.

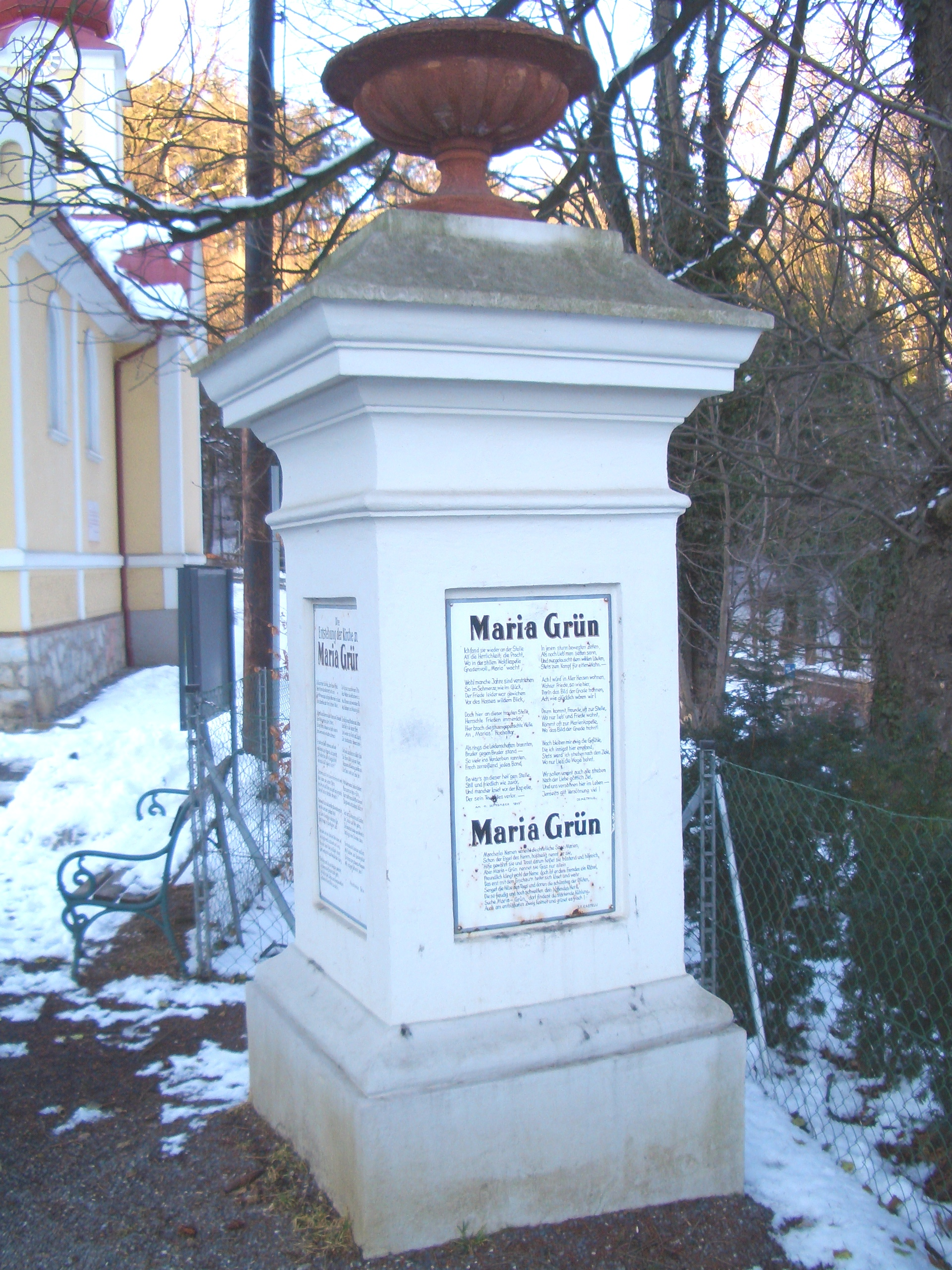
Denkmal der Kirchenentstehung

Zwischen 1810 und 1814 weilte Ludwig Bonaparte, Exkönig von Holland und Bruder Kaiser Napoleons I. in Graz und besuchte bei seinen Spaziergängen immer die Mariagrüner Kirche.
Südlich der Kirche findet sich das die Kirchenentstehung thematisierende Spätbiedermeierdenkmal mit Versen von Ludwig Bonaparte, Bruder Kaiser Napoleons I., von Ignaz Franz Castelli und von Anastasius Grün.
Oberhalb der Kirche befand sich die bis 1782 bewohnte Einsiedelei; sie wurde danach als Schulhaus adaptiert. Das Kirchlein von Mariagrün war nicht nur beliebtes Ausflugsziel der Grazer, hier fanden auch die Eremitenkapitel der Steiermark statt, um ihr Oberhaupt, den so genannten Altvater, zu wählen.
Am 13. Mai 1873 heiratete der steirische Schriftsteller Peter Rosegger seine erste Frau Anna Pichler in der Mariagrüner Kirche. Ihm ist auch zu verdanken, dass die Gegend um die Kirche (Mariagrüner Wald) lange Zeit nicht gröber verbaut wurde. Mittlerweile ist die Kirche zu einem großen Teil von neuartigen Wohnhausanlagen umgeben.
Im 19. Jahrhundert bereits als „Hochzeitskirchlein“ beliebt, ist die Kirche Mariagrün auch heute als Hochzeits- und Taufkirchlein bei der Grazer Bevölkerung sehr beliebt.